# Marie Škarecká
Marie Škarecká (* 6. červen 1927) je česká disidentka a politická vězeňkyně.
Škarecká byla členkou jihomoravského křesťanského společenství a distribuovala církevní semizdatovou literaturu. Kromě toho poskytovala úkryt lidem, kteří byli pronásledovaní a prchali za hranice. V roce 1951 byla zatčena a odsouzena na sedm let odnětí svobody. Propuštěna byla podmínečně v roce 1955. Po Sametové revoluci spoluzaložila Konfederaci politických vězňů. 28. října 2011 ji tehdejší prezident Václav Klaus ocenil Řádem Tomáše Garrigua Masaryka.